# Pałac w Rysiowicach
Pałac w Rysiowicach (niem. Schloss Reisewitz) – zabytkowy pałac we wsi Rysiowice.
Pałac wybudowany w 1880 z inicjatywy Eugenie von Ingenheim. W portalu znajdują się kartusze z  herbami Gustava-Adolfa of Ingenheim (1789-1855, L)  i jego żony Eugenie Konstantie Rose de Thierry (1808-1881, P) oraz sentencja w j. łac.  Deo fidens fronte serena.
Obiekt jest częścią  zespołu pałacowego z XVIII-XIX w., w skład którego wchodzą jeszcze:
- mauzoleum,
- park[8][1].

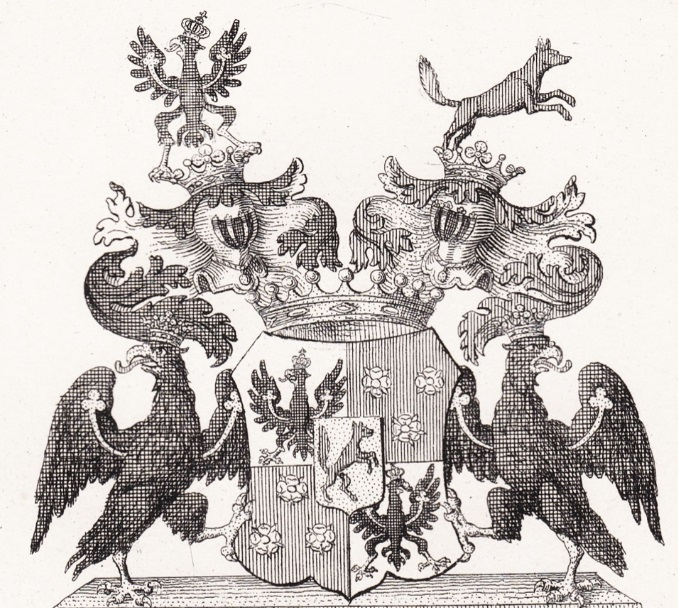
Herb Gustava von Ingenheim
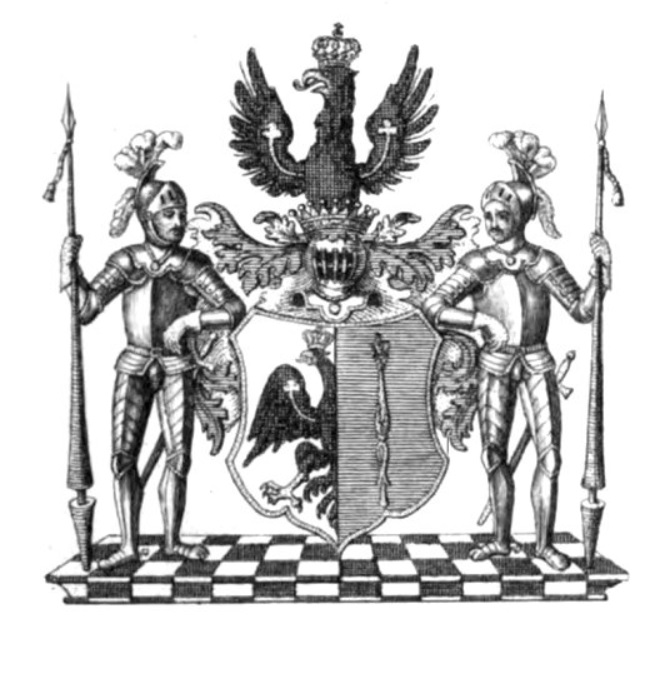
Herb Eugenie v.d. Mark (Thierry)